# Las Voces de Orán
Las Voces de Orán es un trío de música folklórica de Argentina oriundo de la ciudad de Orán, en la región chaqueña de la provincia de Salta (Argentina).
Integrado originalmente por tres nativos de Orán, amigos desde la infancia:
Federico Córdoba (1951-2025), Roberto Ucucha Franco (1944-2020) y Martín Pitín Zalazar.
Los tres amigos debutaron en 1968 con el nombre de Los Salteños, y en 1970 cambiaron a Las Voces de Orán.
En 1972 ganaron el Festival de Cosquín con la canción «Chaya de los pobres».
En la década de 1990, Martín Pitín Zalazar se retiró del grupo y fue reemplazado por René Flores (del pueblo Coronel Mollinedo, en el departamento salteño de Anta, 176 km al sur de Orán).
El 10 de septiembre de 2020 falleció Roberto Ucucha Franco debido a complicaciones provocadas por el covid-19. En su lugar ingresó el joven Nicolás Nico Verón.
El 4 de julio de 2025 falleció Federico Córdoba debido a complicaciones en un tratamiento médico. En su lugar ingresó su hijo Ricardo Ricky Córdoba.

## Discografía

### Álbumes
- 1972: No vengas a buscarme a la ciudad, que incluye la canción «No vengas a buscarme a la ciudad», de Jesús Thono Báez.[1]
- 1974: Las Voces de Orán
- 1974: Fuerza salteña (con la empresa discográfica CBS)
- 1975: Miel de kella
- 1976: Bajo el cielo de las carpas
- 1976: Cantores de aquí, copleros de allá, con el Chango Nieto
- 1977: Argentina es una canción
- 1978: Salta es una guitarra
- 1980: Galantes y respetuosos (a la preciosa dueña de casa)
- 1981: El gemir de los violines
- 1982: Los vinos de mi tierra
- 1983: Sembrando coplas, con el Chango Nieto
- 1984: Fiesta kolla (con la empresa discográfica CBS)
- 1986: El que quiere a mí me toca
- 1994: Veinticinco años
- 1995: Tradición norteña
- 2003: Treinta años
- 2010: Guitarreando entre amigos (su último álbum).